# جيرو مينامي
جيرو مينامي (باليابانية: 南次郎؛ بالكانا: みなみ じろう) هو عسكري وسياسي ياباني، ولد في 10 أغسطس 1874 في إمبراطورية اليابان، وتوفي في 5 ديسمبر 1955 في اليابان.